# Jacques Colas
Pour les articles homonymes, voir Colas.
Jacques Colas, né le 16 décembre 1727 à Saint-Sever (Landes), mort en 1799, est un général de brigade de la Révolution française.

## États de service
Il entre en service le 1er mars 1745, comme soldat au régiment Auvergne-Infanterie.
Le 15 mars 1793, il commande la ville de Bayonne, et il est promu général de brigade le 14 avril 1794.
Il est suspendu de ses fonctions le 9 juin 1794, et incarcéré au fort de Bayonne. Il est autorisé à prendre sa retraite le 8 octobre 1794.

## Sources
- (en) « Generals Who Served in the French Army during the Period 1789 - 1814: Eberle to Exelmans »
- Docteur Robinet, Jean-François Eugène et J. Le Chapelain, Dictionnaire historique et biographique de la révolution et de l'empire, 1789-1815, volume 1, Librairie Historique de la révolution et de l’empire, 900 p. (lire en ligne), p. 435.